# كابلن
كابلن (بالألمانية: Kappeln) هي بلدة ألمانية تقع في ألمانيا في شليسفيغ هولشتاين. يقدر عدد سكانها بـ 11,393 نسمة .

## المدن التوأمة
مدن Faaborg، Ustka و Merate هي مدن توأمة لـكابلن.